# 武村勇治
武村 勇治（たけむら ゆうじ、1970年 - ）は、日本の男性漫画家。大阪府摂津市出身。血液型A型。アクタス2代目社長の丸山俊平は義弟

## 略歴
- 大阪高等学校卒業。
- 小学館『週刊少年サンデー』1994年8月期まんがカレッジ入選[3]、同年『週刊少年サンデー増刊号』に掲載された「ガキ」でデビュー[1]。
- 京都精華大学在学中に小学館コミック大賞受賞。
- 上京して山田貴敏の元で修行後、『週刊少年サンデー』を中心に活動。

## 作品リスト
- あらかると（『週刊少年サンデー超』、1997年6月-1999年1号）
- 川上憲伸物語 魂のストレート（原案：矢崎良一、協力：中日ドラゴンズ、『週刊少年サンデー』読切、1999年18号）
- マーベラス（『週刊少年サンデー』連載、2000年1号 - 2000年47号）
- 風娘（『週刊ヤングサンデー』連載、2001年25号 - 2001年43号）

- 売ったれダイキチ!（原作：若桑一人、『週刊少年サンデー』連載、2003年22・23合併号 - 2004年8号）
  - ダイキチの天下一商店（原作：若桑一人、『週刊少年サンデー』短期集中連載、2002年10号 - 2002年12号）
- 我が名は海師（原作：小森陽一、『ビッグコミックスピリッツ』連載、2004年32号 - 2008年4・5合併号）
- 風の棋士ショウ（将棋監修：森内俊之、『小学五年生』『小学六年生』連載、2008年4月号 - 2009年3月号）
- 義風堂々 直江兼続 -前田慶次月語り-（原作：原哲夫・堀江信彦、『週刊コミックバンチ』連載、2008年50号 - 2010年38号）
  - 義風堂々!!直江兼続 -前田慶次酒語り-（原作：原哲夫・堀江信彦、『月刊コミックゼノン』連載、2010年12月創刊号 - 2014年3月号）
- 週刊マンガ日本史第38号『西郷隆盛』（朝日新聞出版、2010年）
- トリガー（原作：板倉俊之、『週刊漫画サンデー』連載、2011年8月23日＋30日合併号 - 2013年2月、『漫画サンデー』公式サイト連載、2013年5月 -2014年12月 ）
- 天威無法-武蔵坊弁慶-（原作：義凡、『月刊ヒーローズ』連載、2013年2月号 - 2017年7月号）
- 蟻地獄（原作：板倉俊之、『週刊漫画ゴラク』連載、2015年4月10日号 - 2016年4月29日号）
- 仕掛人 藤枝梅安（原作：池波正太郎、『コミック乱ツインズ』連載、2016年6月号 - 2021年12月号）
  - 仕掛人 めし噺 〜藤枝梅安歳食記〜（原案：池波正太郎、『コミック乱ツインズ』2022年4月号[4] - 2023年3月号[5]） - 『仕掛人 藤枝梅安』のスピンオフ[4]
- マグナレイブン（原作：板倉俊之、『月刊ヒーローズ』連載、2018年8月号 - 2019年8月号）
- 弁護士亜蘭陸法は漫画家になりたい（原作：ゆうきまひろ、『マンガワン』連載、2021年8月13日 - 2023年5月12日）

## 関連人物

### アシスタント
- 若木民喜[6]